# ويس دالي
ويس دالي (بالإنجليزية: Wes Daly)‏ هو لاعب كرة قدم بريطاني، ولد في 7 مارس 1984 في هامرسميث في المملكة المتحدة. لعب مع إبسفليت يونايتد وبوريهام وود إف سي وريث روفرز وكوينز بارك رينجرز.

## وصلات خارجية
- ويس دالي على موقع قاعدة بيانات كرة القدم.إي يو (الإنجليزية)
- ويس دالي على موقع Soccerbase.com (لاعب) (الإنجليزية)